# Teatua a Taepoa
Teatua a Taepoa é uma ilha do atol de Nanumea, do país de Tuvalu.É uma pequena ilhota desabitada, que as tradições nanumeanas descrevem como sendo formada quando a areia derramou das cestas de duas mulheres, Pai e Vau, quando foram expulsas de Nanumea por Tefolaha, o guerreiro tonganês que se tornou o ancestral do povo de Nanumea